# Grinderman 2
Grinderman 2 – drugi album zespołu Grinderman wydany 13 września 2010 roku w Europie nakładem Mute Records oraz 14 września 2010 w USA przez ANTI-.

## Lista utworów
| 1. | „Mickey Mouse and the Goodbye Man” | 5:42  |
|    |                                    |       |
| 2. | „Worm Tamer”                       | 3:14  |
|    |                                    |       |
| 3. | „Heathen Child”                    | 5:01  |
|    |                                    |       |
| 4. | „When My Baby Comes”               | 6:50  |
|    |                                    |       |
| 5. | „What I Know”                      | 3:21  |
|    |                                    |       |
| 6. | „Evil”                             | 2:57  |
|    |                                    |       |
| 7. | „Kitchenette”                      | 5:19  |
|    |                                    |       |
| 8. | „Palaces of Montezuma”             | 3:34  |
|    |                                    |       |
| 9. | „Bellringer Blues”                 | 5:32  |
|    |                                    |       |
|    |                                    | 41:30 |
|    |                                    |       |
Dodatkowe utwory dostępne przez iTunes Store:
1. „Super Heathen Child” (featuring guest musician Robert Fripp) – 6:30
2. „Fire Boy” (non-LP track) – 4:52
3. „Evil” (Factory Floor Remix #2) – 5:32
4. „Heathen Child” (Andrew Weatherall Bass Remix) – 6:50

## Twórcy
- Nick Cave – wokal, gitara, organy, pianino
- Warren Ellis - gitara akustyczna, altówka, skrzypce, elektryczne buzuki, elektryczna mandolina, dodatkowy wokal
- Martyn Casey – bass, gitara akustyczna, dodatkowy wokal
- Jim Sclavunos – perkusja, dodatkowy wokal
- Grinderman, Nick Launay – produkcja[25]

## Wydania
Album dostępny jest w czterech wydaniach:
- do ściągnięcia w formie elektronicznej poprzez iTunes Store
- podstawowe wydanie - płyta CD w plastikowym pudełku tzw. jewel case
- deluxe edition - płyta CD w kartonowym pudełku, 60 stronicowa książeczka, plakat[28]
- album na płycie gramofonowej - do niej dołączona: płyta CD z tą samą zawartością, 16 stronicowa wielkoformatowa książeczka, plakat[29]